# Calamagrostis malamalensis
Calamagrostis malamalensis là một loài thực vật có hoa trong họ Hòa thảo. Loài này được Hack. ex Stuck. mô tả khoa học đầu tiên năm 1906.